# LiveJournal
LiveJournal або LJ (укр. Живий Журнал; ЖЖ) — популярна в Росії блог-платформа (блог-сервіс) з переважно російською аудиторією. На 2014 рік в сервісі було зареєстровано близько 17 млн активних користувачів (для порівняння, сервіс Google+ на той час мав 1.6 млрд користувачів).

## Розподіл користувачів та популярність
На травень 2017 року користувачі LJ були розподілені наступним чином:
| Країна     | Частка |
| ---------- | ------ |
| Росія      | 40,9 % |
| США        | 9,8 %  |
| Німеччина  | 7,1 %  |
| Україна    | 4,1 %  |
| Нідерланди | 2,8 %  |

Рейтинг популярності сервісу за даними системи Alexa Internet (на травень 2017): глобальна — 261; в Росії — 18. Журнал набув популярності завдяки відсутності реклами в безкоштовних акаунтах та можливості створювати соціальні групи через механізм додавання «друзів».

## Історія
LJ був створений у 1999 році американським програмістом Бредом Фіцпатриком і після створення належав компанії Фіцпатрика Danga Interactive. В січні 2005 Danga Interactive разом з LJ була придбана компанією «Six Apart», яка у 2006 перепродала кириличний, переважно російськомовний, сегмент сервісу (на той час майже 30 % аудиторії) російській компанії «SUP». 2007 року компанія SUP викупила всі 100 % сервісу. Вартість угоди не розголошувалася, але, за даними експертів, вона склала від $30 млн до $100 млн. Новий власник заявив, що вся персональна інформація користувачів ЖЖ і надалі буде зберігатись в Сан-Франциско (США), проте з грудня 2016 року сервіс перейшов на сервери російської компанії «Rambler&Co».
СУП належить російському бізнесменові Олександру Мамуту і американцю Ендрю Поулсону.

## Особливості ЖЖ
Можливості користувача, при реєстрації свого блогу:
- писати записи у свій блог (особисті, тільки для друзів, для усіх)
- організовувати групи друзів
- створювати спільноти за інтересами
- коментувати записи інших користувачів LJ

Також можна стати платним користувачем. Таким блогерам надаються додаткові корисні функції:
- місце для розміщення своїх зображень
- покращена функція пошуку користувачів
- більше стилів оформлення сторінок
- можливість робити записи за допомогою мобільних телефонів
- більшу кількість юзерпик
- можливість створювати голосування

Останнім часом додано тип рахунків «plus», що дає доступ до деяких платних можливостей. В блогах користувачів «plus» LiveJournal розміщує рекламу.

## Український сегмент
Авторами сторінок в ЖЖ є окремі українські літератори. Також ЖЖ набув популярності серед українських політиків. Окремі дописувачі набули популярності саме завдяки ЖЖ.
З початком російської агресії проти України користувачі з України наразились на серію блокувань блогів. Таким чином, влітку 2014 року керівництво ЖЖ заблокувало низку блогів, на яких була розміщена інформація про збирання коштів для українського війська, зокрема був заблокований щоденник Діани Макарової, організаторки та керівниці Фонду оперативної національної допомоги. Пізніше на блокування також наразились відомі українські блогери ibigdan, Gorky Look та багато інших.

## Критика
ЖЖ неодноразово піддавався критиці через численні закриті та маніпулятивні випадки просування окремих блогів та «розкручування» окремих блогерів. Так, наприклад, російський блогер Ілля Варламов, який довгий час виступав у ролі правозахисника, але був помічений у тісній співпраці з російською владою, досить швидко отримав позиції в лідерах рейтингу блогу.